# Iglesia de Santa María de la Cruz (Villanueva de las Cruces)
La parroquia de Santa María de la Cruz es un templo católico situado en la localidad de Villanueva de las Cruces.

## Historia
La localidad contó con un templo anterior, que se desplomó en 1768. El arquitecto diocesano Antonio de Figueroa optó por levantar un templo de nueva planta cuyas obras corrieron a cargo del albañil Joaquín de Herrera y el carpintero Manuel Nicolás Vázquez. La construcción acabó en 1770.

## Descripción
El exterior del edificio, encalado, cuenta con dos portadas de similares características, una a los pies y otra en el muro de la Epístola. Constan de vano de medio punto entre pilastras toscanas, entablamento dórico y frontón triangular coronado por pináculos. En la fachada de los pies se alza la espadaña, con tres vanos para campanas. A su derecha sobresale de la altura de las naves la caja de la escalera de caracol por la que se accede al campanario.
En su interior, es un templo de una sola nave cubierta con bóveda de cañón y capillas laterales cobijadas entre los contrafuertes. La capilla mayor, de planta cuadrangular, se cubre con cúpula de media naranja adornada por pinturas murales de finales del siglo XVIII.
El patrimonio artístico del templo quedó muy mermado por el saqueo que se produjo durante la Guerra Civil. Actualmente cabe destacar la pintura de la Virgen con Niño, cercana a Ignacio de Ríes, un busto de Ecce Homo barroco y un cáliz de plata de finales del siglo XVI.